# شیکلی
شیکلی (به ایتالیایی: Scicli) یک کومونه در ایتالیا است که در استان راگوسا واقع شده‌است.

## خصوصیات
شیکلی ۱۳۷٫۵۷ کیلومترمربع مساحت و ۲۶٬۲۱۵ نفر جمعیت دارد و ۱۰۸ متر بالاتر از سطح دریا واقع شده‌است.